# Contraté a un asesino a sueldo
Contraté a un asesino a sueldo (en inglés: I Hired a Contract Killer) es una película thriller tragicómica dirigida, escrita y producida por el director finlandés Aki Kaurismäki. La película está protagonizada por el actor francés Jean-Pierre Léaud.

## Argumento
Henri Boulanger (Léaud), un francés que vive en Londres, es despedido de su trabajo después de quince años de servicio. Intenta suicidarse, pero como falla continuamente, decide contratar a un asesino a sueldo (Kenneth Colley) para terminar el trabajo. Después de hacer el contrato, conoce a Margaret (Margi Clarke) y encuentra un nuevo significado a la vida. Sin embargo, no puede cancelar al asesino a sueldo.

## Reparto
- Jean-Pierre Léaud como Henri
- Margi Clarke como Margaret
- Kenneth Colley como el asesino
- Serge Reggiani como Vic
- Trevor Bowen como el jefe del servicio
- Imogen Clare como la secretaria
- Angela Walsh como la proprietaria del apartemento
- Cyril Epstein como el taxista
- Nicky Tesco como Pete
- Charles Cork como Al